# Kaye Don
Kaye Ernest Donsky (10 de abril de 1891 - 29 de agosto de 1981) más conocido por su sobrenombre deportivo, Kaye Don, fue un piloto automovilístico y motonáutico irlandés que batió el récord mundial de velocidad náutico. Se convirtió en distribuidor de motocicletas cuando se jubiló del automovilismo de velocidad y creó la compañía Ambassador Motorcycles.

## Biografía
Kaye Ernest Donsky nació en Dublín en 1891. Comenzó su carrera como piloto de motocicletas, pero pronto se cambió a las pruebas de automóviles y ganó la carrera inaugural del Tourist Trophy de 1928 en el circuito de Ards-Belfast, Irlanda del Norte, con un coche Lea-Francis. Entre 1926 y 1928, Kaye corrió con un Sunbeam de Gran Premio en Brooklands, un Blue Bird de Malcolm Campbell, y contribuyó ampliamente a lo que W. Boddy describió como "la mejor racha de éxitos de cualquier automóvil en Brooklands de aquel período".
En 1928 era propietario de tres antiguos automóviles de competición del equipo oficial Sunbeam, a los que llamó "Cub", "Tiger" y "Tigress". Don corría regularmente en Brooklands, y el 22 de septiembre de 1928, estableció al volante de un Sunbeam el récord de la vuelta al circuito exterior con una marca de 131,76 mph (212 kilómetros por hora), y lo elevó a 134,24 mph (216 kilómetros por hora) el 5 de agosto de 1929. Conduciendo un automóvil impulsado por un motor aeronáutico Wolseley Viper en Brooklands, Don logró muchos récords de su categoría entre 1928 y 1930. Al volante del Sunbeam "Tigress" V-12 en Brooklands, el 9 de junio de 1930 estableció un nuevo récord de la vuelta al circuito exterior, con una registro de 137,58 mph (221,4 kilómetros por hora).
Kaye Don murió en Chobham (Surrey) en 1981, a la edad de 90 años.

## Silver Bullet

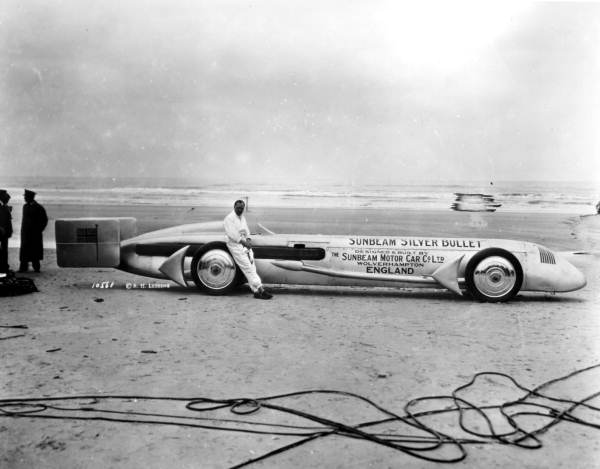
El Sunbeam Silver Bullet

El Sunbeam Silver Bullet fue el último intento para lograr el récord de velocidad en tierra realizado por la Sunbeam de Wolverhampton. Construido en 1929 para Kaye Don, estaba alimentado por dos motores aeronáuticos sobrealimentados Sunbeam de 24 litros cada uno. Tenía un aspecto impresionante, pero no logró ningún récord de velocidad absoluto.

## Récord mundial de velocidad náutico

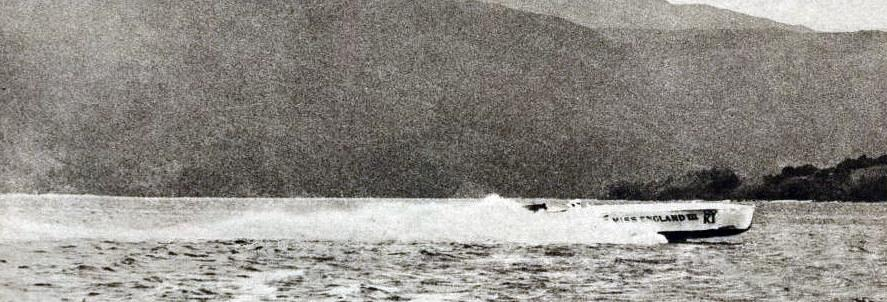
18 de julio de 1932. Kaye Don, ante 20.000 espectadores, donde batió el récord mundial de velocidad náutico en el Lago Lomond con la lancha Miss England III, con una marca de

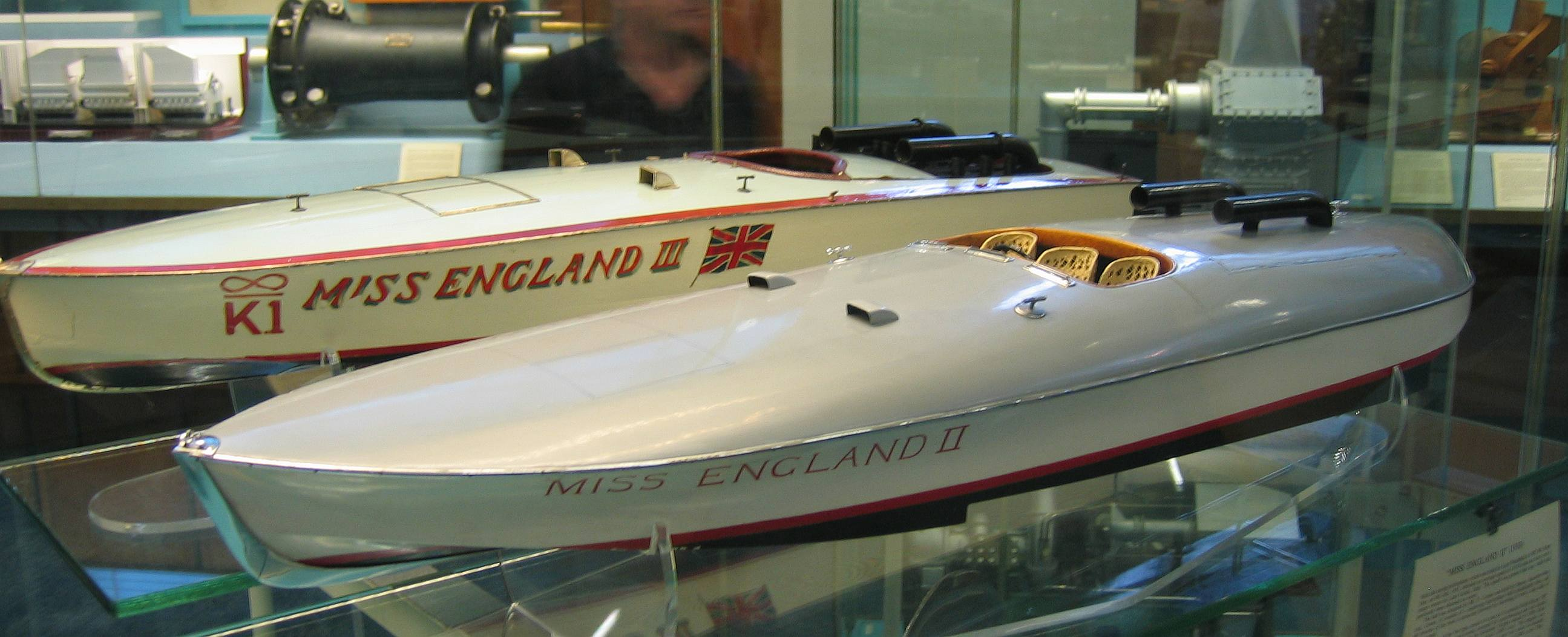
Modelo de Miss England II en el Museo de Ciencias de Londres

En 1931, Don fue seleccionado para competir en la carrera del Trofeo Harmsworth en el río Detroit, anunciado como un desafío entre los hermanos Wood (Gar en la nueva Miss America IX y George en la  Miss America VIII  del año anterior), y el "inglés" [sic] Kaye Don (conduciendo el bote a motor de Lord Wakefield Miss England II). Mientras se preparaba para la carrera, Gar Wood se convirtió en el primer hombre en superar el límite de las 100 millas por hora (160,9 km/h) en el agua, pero tres días después, Kaye Don se convirtió en el nuevo poseedor del récord mundial de velocidad náutico al superar a Wood por tan solo 1,25 mph (2,01 kilómetros por hora).
Ante una multitud estimada en más de un millón de espectadores, Don ganó la primera manga de la carrera. Miss América IX había sufrido daños en el casco al golpear la estela de Miss Inglaterra. A pesar de trabajar toda la noche, la lancha americana apenas estaba lista al día siguiente, y Gar Wood solicitó un aplazamiento de 45 minutos para permitir que se completaran las reparaciones, algo que él había concedido anteriormente a otros rivales. Sin embargo, Don se apegó a las reglas, y denegó el aplazamiento, un asunto que aún hoy sigue suscitando la atención de algunos estudiosos del deporte estadounidenses. La Miss America IX pudo llegar a la segunda manga a la hora prevista, pero nó calculó correctamente el paso por la línea de salida, un error que le costó muy caro más adelante. Durante una carrera muy disputada, el estadounidense Gar Wood aventajaba ligeramente al británico Kaye Don, cuando Miss England II de repente se volcó en uno de los giros, sin lesiones para Don y su copiloto. Gar Wood terminó la carrera en primera posición, pero tanto él como Kaye Don fueron descalificados porque se habían saltado el disparo de salida por siete segundos. George Wood, con el segundo barco estadounidense, completó la última carrera en solitario para ganar el trofeo.

## Accidente en la Isla de Man

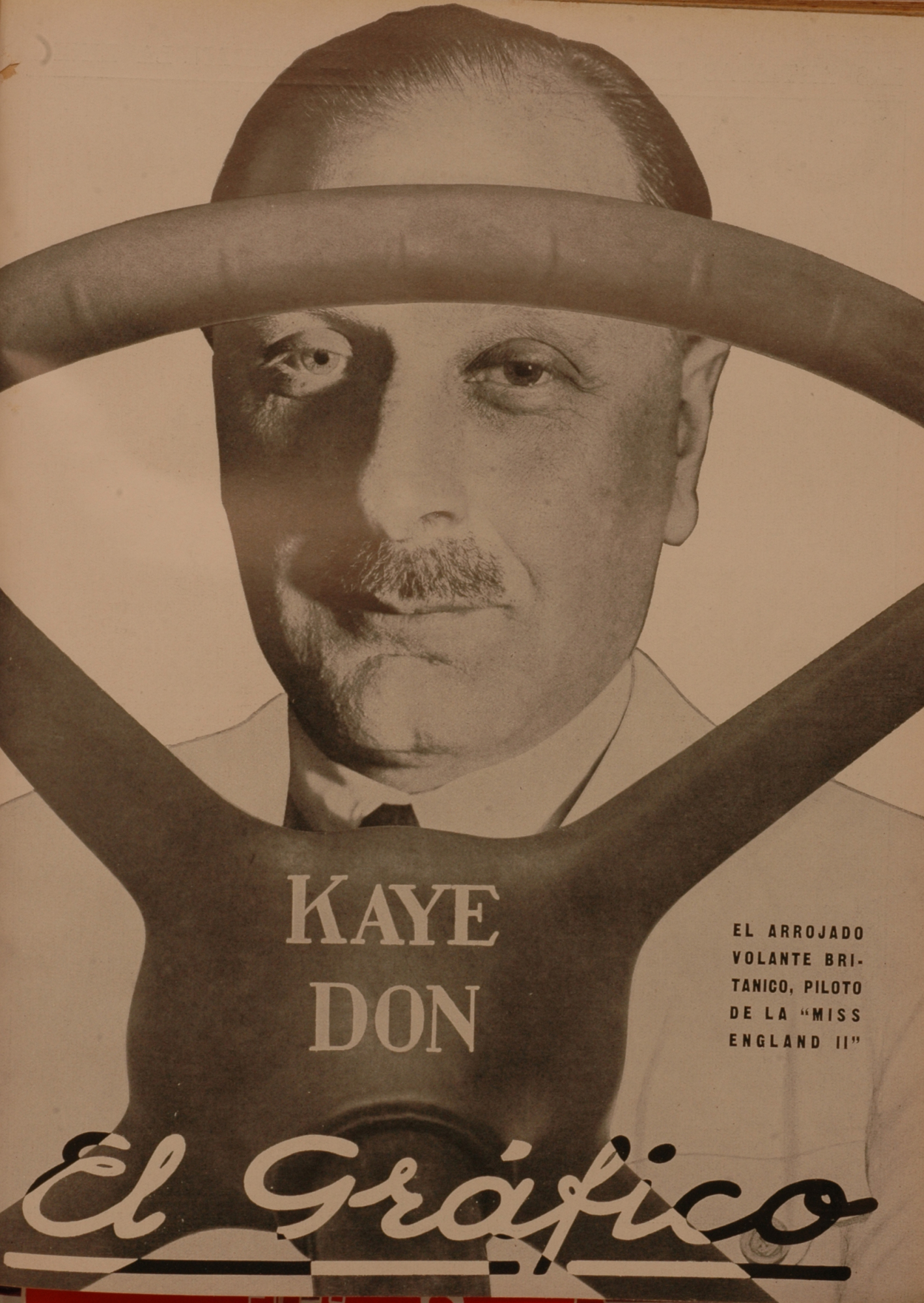
Kaye Don en 1931

El lunes 28 de mayo de 1934, Don se estaba preparando para competir con un MG Magnette en las carreteras públicas de la Isla de Man. Estuvo involucrado en un incidente que causó la muerte de Francis Tayler, un empleado de MG. Después de las pruebas de la mañana, Don se había quejado de un problema con la dirección del coche, aunque esto fue discutido por MG. Ya por la noche, mientras Don se preparaba para jugar al bridge con su esposa y el piloto de carreras H.C. Hamilton, Tayler le informó de que el automóvil había sido revisado y probado. Kaye Don sacó el coche para otra prueba, con Francis Tayler como copiloto. Esto tuvo lugar a las diez de la noche. El automóvil no tenía luces, placas de matrícula ni seguro, pero fue conducido por caminos públicos abiertos. Don afirmó que la luz era adecuada. De hecho, el coche salió a las 10:25 p. m.. Mientras giraba en una curva, el MG chocó con un carruaje conducido por el señor Ralph Cain, con cinco pasajeros. Nadie resultó herido en la cabina, pero el MG perdió una rueda y volcó. Sus dos ocupantes resultaron heridos, siendo ingresados en el hospital a las 10:45 p. m.. Tayler murió a las 5:15 a. m. de la mañana siguiente.
Por una mayoría de siete a cuatro, el tribunal de instrucción determinó que la muerte de Tayler se debió a negligencia por parte de Kaye Don, quien luego fue enviado a juicio por un cargo de homicidio. El juicio comenzó el 14 de julio, en la corte de Tynwald de la Isla de Man. Se presentaron las pruebas, y Don fue declarado culpable y condenado a cuatro meses de prisión. Apeló alegando que, antes de morir, Francis Tayler dijo algo en su contra, y que esta declaración se había hecho pública y había perjudicado su defensa. Hubo dieciséis motivos de apelación, pero todos fueron rechazados y, el 29 de septiembre, la apelación fue desestimada. Kaye Don fue ingresado en prisión, donde fue tratado como un prisionero privilegiado y continuó recibiendo tratamiento médico. Fue puesto en libertad el 10 de diciembre por motivos médicos.
La tumba de Francis Tayler se puede ver en el Cementerio del Santo Sepulcro de Jericó, en Oxford. Su viuda, Phyllis, murió a la edad de 93 años, casi 66 años después, en el año 2000.

## Motocicletas Ambassador
En la década de 1940 Don fundó y gestionó la empresa Ambassador Motorcycles. La compañía produjo muchos modelos diferentes hasta que fue adquirida por DMW en 1962, y Kaye Don se retiró.

## Reconocimientos
- En memoria de sus destacados logros en el circuito de carreras de Brooklands, el área tiene una calle que lleva el nombre de Kaye Don en el distrito de Elmbridge.[10]
- Quizás el mejor resumen de su carrera y de su carácter fue pronunciado por el propio Kaye Don en un discurso al Empire Club de Canadá en 1931, cuando era el titular de los récords mundiales de velocidad en tierra y agua, y dijo: Una o dos experiencias que he tenido hasta ahora han sido algo emocionantes.[11]